# Marija l-Maltija
Marija l-Maltija är en sång framförd av en maltesisk sångare vid namnet Joe Grech i Eurovision Song Contest 1971. Framförd på maltesiska och blev på plats 18 av 18 deltagande, alltså sist, orsaken är troligen sångspråket. Det var Maltas första Eurovisionssång.